# Virgo's Groove
Virgo's Groove è un singolo della cantante statunitense Beyoncé, pubblicato il 2 giugno del 2023 come quarto estratto dal settimo album in studio Renaissance. Il brano è stato candidato ai Grammy Awards nella categoria alla miglior interpretazione R&B.

## Descrizione
In un'intervista rilasciata a Variety, il compositore del brano Leven Kali ha raccontato che il processo di composizione e scrittura di Virgo's Groove è durato «dai due ai tre anni» con un «processo incredibilmente collaborativo» per connettere la canzone all'intero progetto. Kali ha spiegato che i suoni e l'attitudine della canzone sono stati aiutati da Beyoncé, che «pensava a un certo tipo di energia, a un certo suono e anche noi pensavamo in quella direzione, quindi è stato super organico» e ha confluito in temi e suoni «funk, positività, amore, danza e musica groovy».

## Accoglienza
La canzone accolta per lo più positivamente dai critici musicali, molti dei quali l'hanno definita la migliore canzone dell'album, apprezzando in particolare la modulazione della voce di Beyoncé.
All'uscita dell'album, Eric Torres di Pitchfork ha dedicato alla canzone una propria recensione e l'ha applaudita, attribuendole il titolo di «Migliore nuova traccia della settimana». Nella recensione, ha definito la canzone «l'apice» dell'album, elogiando la produzione del brano e lodando Beyoncé per essersi lasciata andare e aver messo in mostra la sua voce. Billboard ha classificato Virgo's Groove come la terza migliore canzone dell'album, scrivendo che in essa «si ritrovano tutte le sfumature della voce di Beyoncé in un colosso di canzone», scrivendo che in essa «si ritrovano tutte le sfumature della voce di Beyoncé in un colosso" e che la capacità della cantante di manipolare la sua voce «impressiona davvero».
Wesley Morris del New York Times ha affermato che si tratta della canzone dal suono «più lussuoso» che Beyoncé abbia mai registrato. Craig Jenkins di Vulture ha detto che la canzone è un «aggiornamento muscolare» della post-disco.

## Tracce
Testi e musiche di Beyoncé Knowles-Carter, The-Dream, Leven Kali, Solomon Cole, Daniel Memmi, Dustin Bowie, Darius Dixson, Jocelyn Donald, Denisia Andrews e Brittany Coney.
1. Virgo's Groove – 6:08

## Classifiche
| Classifica (2022) | Posizione massima |
| ----------------- | ----------------- |
| Canada            | 63                |
| Francia           | 176               |
| Stati Uniti       | 43                |